# Nicholas Krause
Nicholas Krause (12 maggio 1993) è un ex sciatore alpino statunitense.

## Biografia
Attivo in gare FIS dal dicembre del 2008, in Nor-Am Cup Krause ha esordito il 28 novembre 2011 ad Aspen in slalom gigante, senza completare la gara, e ha colto il primo podio il 31 gennaio 2013 a Vail nella medesima specialità (3º). Ha debuttato in Coppa del Mondo il 27 gennaio 2016 a Hinterstoder in supergigante chiudendo 54º (tale piazzamento sarebbe rimasto il migliore di Krause nel massimo circuito internazionale) e il 7 dicembre dello stesso anno ha ottenuto a Lake Louise in discesa libera la sua  prima vittoria in Nor-Am Cup.
Il 7 gennaio 2019 ha conquistato l'ultima vittoria in Nor-Am Cup, a Mont-Sainte-Marie in slalom gigante, e il 7 febbraio successivo l'ultimo podio, a Sun Valley nella medesima specialità (3º). Ha annunciato il ritiro al termine della stagione 2019-2020 a causa di numerosi infortuni; la sua ultima gara è rimasta così lo slalom gigante di Coppa del Mondo disputato a Sölden il 27 ottobre 2019, non completato da Krause. In carriera non ha preso parte né a rassegne olimpiche né iridate.

## Palmarès

### Coppa del Mondo
- Miglior piazzamento in classifica generale: 150º nel 2019

### Nor-Am Cup
- Miglior piazzamento in classifica generale: 2º nel 2017
- Vincitore della classifica di slalom gigante nel 2019
- 10 podi:
  - 6 vittorie
  - 1 secondo posto
  - 3 terzi posti

#### Nor-Am Cup - vittorie
| Data             | Località          | Paese       | Specialità |
| ---------------- | ----------------- | ----------- | ---------- |
| 7 dicembre 2016  | Lake Louise       | Canada      | DH         |
| 2 gennaio 2017   | Stowe Mountain    | Stati Uniti | GS         |
| 9 febbraio 2017  | Copper Mountain   | Stati Uniti | SG         |
| 10 febbraio 2017 | Copper Mountain   | Stati Uniti | SG         |
| 16 dicembre 2018 | Panorama          | Canada      | GS         |
| 7 gennaio 2019   | Mont Sainte-Marie | Canada      | GS         |

Legenda:

DH = discesa libera

SG = supergigante

GS = slalom gigante